# Julius Scriba (Apotheker)
Julius Scriba (* 6. März 1866 in Reinheim; † 4. August 1937 ebenda) war Lehrbeauftragter der Pharmazeutische Gesetzeskunde an der Technischen Hochschule Darmstadt.

## Leben
Scriba begann 1884 eine Apothekenlehre bei seinem Vater. Er studierte ab 1889 an der Technischen Hochschule Darmstadt Pharmazie und wurde 1891 Mitglied der Darmstädter Burschenschaft Frisia. Aus der Frisia wurde er 1935 ausgeschlossen.
Nach seinem Staatsexamen 1892 verwaltete er zunächst die väterliche Engel-Apotheke in Reinheim und wurde ab 1900 Eigentümer. Jahrelang leitete er den Hessischen Apothekerverein und war im Vorstand des Deutschen Apothekervereins. Ab 1905 war er stellvertretendes Mitglied der Kommission für die Vorprüfung von Pharmazeuten und wurde 1909 Mitglied der Staatsprüfungsbehörde für Pharmazeuten an der Technischen Hochschule Darmstadt. Die hessische Apothekerkammer wurde 1924 von ihm mitgegründet und er war dort langjähriger Vorsitzender. Ab 1927 bekam er den Lehrauftrag für Pharmazeutische Gesetzeskunde an der Technischen Hochschule Darmstadt. Zudem engagierte er sich als  Vorsitzender des Odenwaldklubs und Initiator für die Gründung des Heimatmuseums Reinheim.

## Ehrungen
- 1917 Verleihung des Ritterkreuzes I. Klasse des Verdienstordens Philipps des Großmütigen[6]

## Werke
- Prüfungsvorschriften der Präparate des Syndikates deutscher Spezialitäten-Unternehmen, Verl. d. Deutschen Apotheker-Verein, Berlin  1928
- Tabelle zu den Vorschriften, betreffend die Abgabe starkwirkender Arzneimittel Dt. Apotheker-[Verl.], Berlin 1931